# São Paulo Futebol Clube
Il São Paulo Futebol Clube, noto anche come São Paulo FC e in Italia come San Paolo, è una società calcistica con sede nell'omonima città brasiliana.
Fondato il 25 gennaio 1930 e rifondato il 16 dicembre 1935, il San Paolo è soprannominato Tricolor paulista (tricolore di San Paolo). Con più di 13 milioni di tifosi, è la terza squadra più sostenuta del Paese.
Il palmarès del club include tre titoli di Campione del Mondo (due Coppe Intercontinentali, ultima squadra a vincere il trofeo per due volte consecutive, e un Mondiale per club), tre Coppe Libertadores, una Copa Sudamericana, una Copa Conmebol e due Recope Sudamericane. La società vanta il primato di successi in Coppa Libertadores tra i club brasiliani, essendo la prima squadra di tale paese per titoli vinti (tre: 1992, 1993, 2005), record condiviso con il Santos, il Grêmio ed il Palmeiras e per finali giocate (sei: 1974, 1992, 1993, 1994, 2005, 2006) ed anche questo record è condiviso con il Palmeiras, con una presenza di pubblico in coppa paragonabile a quella in campionato.
Lo stadio casalingo è l'Estádio Cícero Pompeu de Toledo, detto comunemente Morumbi e avente una capacità di 80.000 spettatori. La maglia da gioco è bianca, con due strisce orizzontali, una rossa e una nero, sul petto, mentre i calzoncini e i calzettoni sono completamente bianchi.

## Storia

### 1900-1934: dal Paulistano al São Paulo da Floresta

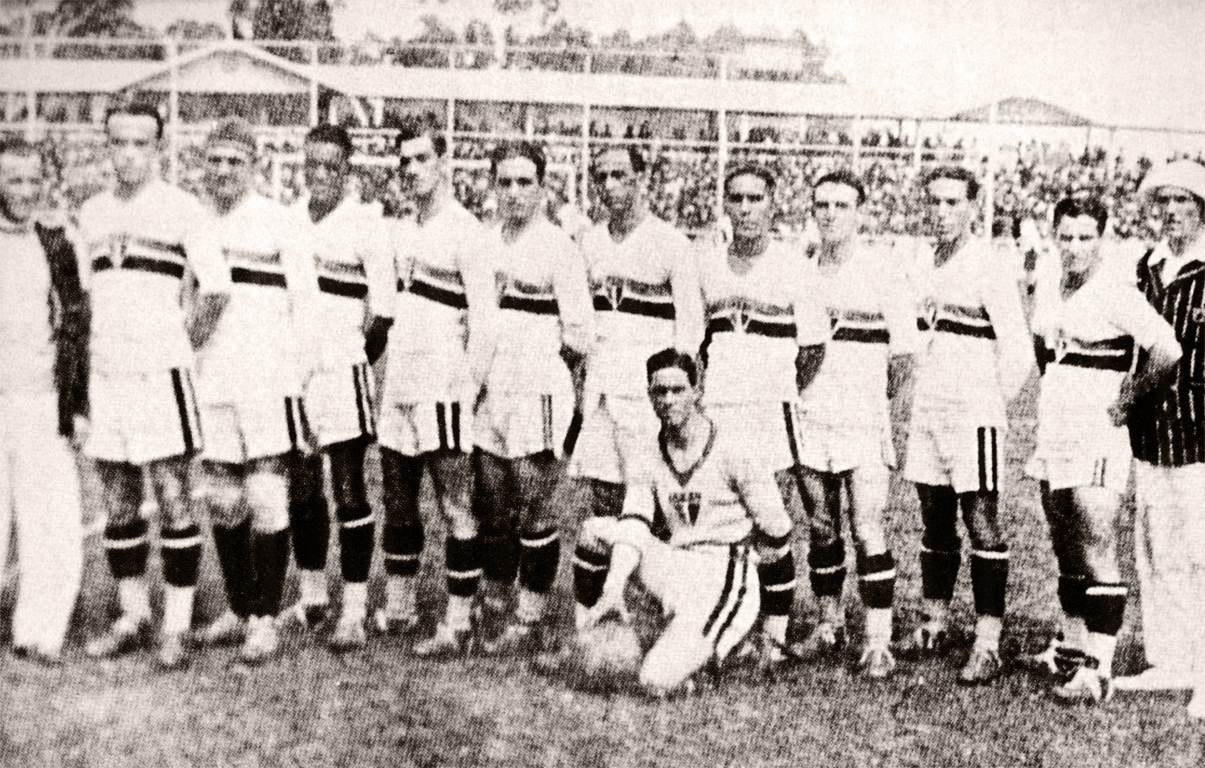
La formazione del São Paulo da Floresta del 1931

Nel 1900 viene fondato il Clube Atlético Paulistano. Dopo aver vinto diversi campionati, decisero di chiudere l'attività calcistica a causa dell'ingresso dello sport brasiliano nel professionismo. Così fece anche l'A.A. Palmeiras, altra forte squadra di quegli anni. Così, i giocatori e i tifosi di entrambe le squadre fondarono il São Paulo Futebol Clube il 25 gennaio 1930. Il campo da gioco del San Paolo era soprannominato Floresta (foresta), e così il team divenne noto come São Paulo da Floresta. In quello stesso anno, la squadra giunse seconda nel Campionato Paulista, mentre nel 1931 riuscì a vincere per la prima volta il titolo statale. Nel 1933 il San Paolo disputò la prima partita del calcio professionistico brasiliano: un 5-1 contro il Santos.
A causa di diversi errori fatti dall'amministrazione della società, il team venne sommerso dai debiti. Così dovette fondersi col Clube de Regatas Tietê: la sezione calcio del San Paolo da Floresta venne chiusa il 14 maggio 1935.

### 1935-1939: rinasce il São Paulo FC
Poco dopo la fusione con il Tietê che seppellì il São Paulo da Floresta, i fondatori e i rifondatori crearono il Grêmio Tricolor, che il 4 giugno 1935 diede vita al Clube Atlético São Paulo, e, finalmente, al São Paulo Futebol Clube, fondato il 16 dicembre dello stesso anno.
La prima gara fu contro la Portuguesa Santista, il 25 gennaio 1936. Il match venne quasi cancellato per la coincidenza con l'anniversario della fondazione della città. Porphyrio da Paz, direttore della sezione calcio e autore dell'inno del club, supplicò il Ministero dell'Educazione e ottenne il permesso di giocare la gara.	 	
La società, appena nata, era già popolare. Tuttavia, la squadra era molto debole. Si decise di rafforzarla con una nuova fusione, stavolta con il Clube Atlético Estudantes Paulista, club del sobborgo di Mooca. Con la nuova fusione, il San Paolo raggiunse il secondo posto nel Campionato Paulista del 1938.

### 1940-1950: il "rullo compressore"

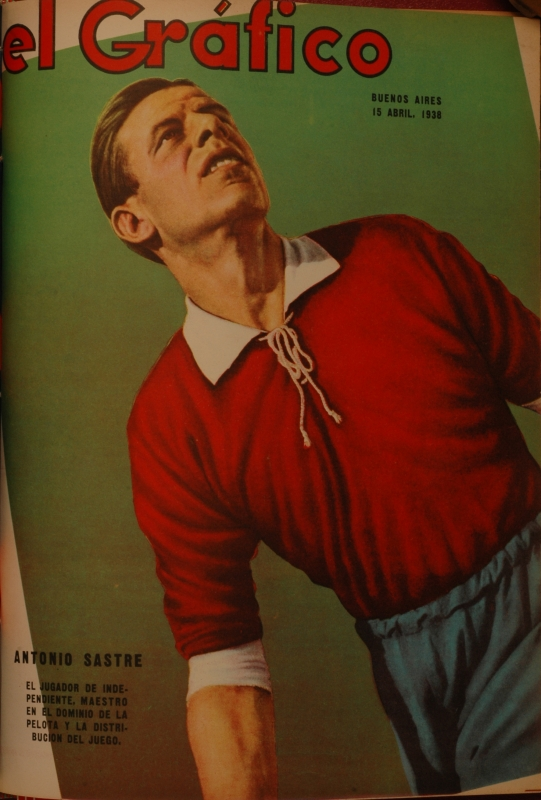
Antonio Sastre

Nel 1940, con l'inaugurazione dello Stadio Pacaembu, cominciò una nuova era nel calcio dello Stato di San Paolo. Il San Paolo fu la squadra che prese maggior vantaggio dal bel momento. Nel 1941, il club fu ancora secondo nel Campionato paulista.
Nel 1942, con una spesa di 200 contos de réis (l'equivalente odierno di 162.000$), il San Paolo acquistò Leônidas da Silva, uno dei migliori giocatori dell'epoca, dal Flamengo. Essendo già una società importante, il San Paolo poté permettersi altri grandi giocatori, come l'argentino Antonio Sastre e i brasiliani Noronha, José Carlos Bauer, Zezé Procópio, Luizinho, Rui Campos e Teixeirinha. Con questi assi, i Tricolor formarono la famosa squadra nota come "Rullo Compressore", cinque volte campione paulista negli anni 1940 (1943, 1945, 1946, 1948 e 1949). All'epoca, il club possedeva anche lo stadio Canindé, utilizzato per gli allenamenti: questo impianto venne poi venduto alla Portuguesa per ricavare denaro necessario alla costruzione del nuovo Morumbi.

### 1951-1969: pochi successi ma un nuovo stadio
Il San Paolo non ebbe molte vittorie nei primi anni 1950, pur vincendo il campionato statale del 1953.
La squadra vinse di nuovo il campionato statale solo nel 1957. All'epoca il club era supportato in attacco dall'esperienza del giocatore carioca Zizinho, trentacinquenne, e in panchina da quella dell'allenatore ungherese Béla Guttmann. Da questo momento in poi, con il sorgere dell'astro Pelé al Santos e con la costruzione del Morumbi a impiegare sforzi e risorse, il San Paolo visse il momento meno vittorioso della sua storia.
I programmi della società erano tutti focalizzati sulla costruzione del Morumbi: per questa ragione vennero comprati pochi giocatori, la maggior parte dei quali non si espresse al meglio. Tuttavia, Roberto Dias e Jurandir furono alcune positive eccezioni. Nei dodici anni successivi alla vittoria del Campionato paulista 1957, il team non conquistò alcun titolo di rilievo. Nel 1960 lo stadio Morumbi venne finalmente inaugurato: più tardi verrà rinominato Cícero Pompeu de Toledo, dal nome del presidente del San Paolo durante gran parte della costruzione. Uno dei pochi momenti felici fu la vittoria per 4-1 nel Campionato paulista sul Santos di Pelé.

### 1970-1979: nuove vittorie
Nel 1970 la costruzione del Morumbi venne terminata e si poté di nuovo entrare nel mercato: arrivarono giocatori come Gérson, dal Botafogo, il centrocampista uruguaiano Pedro Rocha dal Peñarol e il centravanti Toninho Guerreiro dal Santos. Il club, allenato da Zezé Moreira, CT del Brasile ai Mondiali 1954, conquistò il Campionato Paulista con una settimana di anticipo, dopo aver battuto 2-1 il Guarani, a Campinas.
Nel 1971 il club vinse nuovamente il campionato statale, con una rosa composta in maggioranza dai giocatori dell'anno prima. Il San Paolo batté il Palmeiras 1-0 in finale, con gol di Toninho Guerreiro. Nella stessa stagione, il team giunse secondo nel primo campionato brasiliano di sempre, dietro solo all'Atlético Mineiro, allenato da Telê Santana.
Negli anni successivi, il Santos di Pelé e il Corinthians andarono in declino, e il San Paolo e il Palmeiras dominarono il calcio nello Stato paulista. Nel 1972 il Palmeiras vinse il titolo statale con un solo punto di vantaggio sui Tricolor paulisti. L'anno dopo lo stesso Palmeiras vinse il campionato brasiliano mentre il San Paolo fu secondo. Nel 1974 il San Paolo prese parte alla Coppa Libertadores venendo sconfitto soltanto nella ripetizione della finale dagli argentini dell'Independiente.
Nel 1975 la squadra, allenata dall'ex portiere José Poy, vinse il Campionato Paulista dopo aver sconfitto la Portuguesa ai rigori. Nel 1975 la squadra ingaggiò per le sue giovanili l'undicenne Musashi Mizushima, che divenne così il primo giapponese a giocare nel campionato brasiliano. Mizushima divenne un importante fenomeno mediatico per il suo paese di origine, attirando sponsorizzazioni dal paese del Sol Levante, anche se poi non esordì mai in competizioni ufficiali con i paulisti ma figurando nella rosa della squadra quando vinse il Paulistão 1985.
Valdir Peres, Chicão e Serginho Chulapa erano le stelle della squadra nel vittorioso cammino verso il campionato brasiliano 1977, vinto al Mineirão contro l'Atlético Mineiro ai rigori. Il club non vinse nessun titolo rilevante fino al 1980. Tra i calciatori che militavano nel team in questo periodo c'erano Zé Sérgio e Serginho Chulapa, miglior cannoniere nella storia del San Paolo.

### Anni 1980: il decenniotricolor

Careca (a destra) con la maglia del San Paolo nel 1987, insieme all'argentino Maradona

Negli anni 1980 il San Paolo vinse un impressionante numero di titoli. I difensori centrali erano i talentuosi Oscar e Darío Pereyra. Questi giocatori aiutarono il club a vincere il Campionato paulista nel 1980 e nel 1981.
Nel 1985 l'allenatore Cilinho fece conoscere al mondo i Menudos do Morumbi: Silas, Müller e Sidney. Nello stesso anno, il club conquistò il Campionato paulista. Il centravanti di quella squadra era Careca, titolare ai Mondiali di Messico 1986 e Italia 1990, che nel 1987 andò a giocare al Napoli portandolo a vari trionfi nazionali e internazionali (Coppa Uefa, Scudetto, Supercoppa italiana), mentre a centrocampo c'era Paulo Roberto Falcão, che dal 1980 al 1985 aveva giocato nella Roma, portandola allo scudetto e guadagnandosi il soprannome di "Re di Roma".
Nel 1986 l'allenatore Pepe condusse la squadra a vincere il secondo campionato brasiliano, battendo in finale il Guarani ai rigori. Nel 1987, Darío Pereyra lasciò la squadra. In quell'anno, la squadra dei Menudos vinse il suo ultimo titolo. Il decennio tricolor si chiuse con la vittoria del campionato paulista 1989 e con il secondo posto nel campionato brasiliano, perso in finale contro il Vasco da Gama.

### 1990-1995: l'era di Telê Santana
Nel 1990 la squadra, dopo un anno negativo, retrocedette nel "gruppo giallo" del Campionato paulista, formato dalle squadre più deboli dello Stato. Telê Santana venne assunto come nuovo allenatore. Il San Paolo giunse subito al secondo posto nel campionato nazionale, dietro gli arcirivali del Corinthians. L'anno seguente, furono i São-paulinos a vincere il Campionato paulista mentre il Corinthians fu secondo. Nel 1991, dopo essere arrivato per due volte consecutive secondo nel Campionato brasiliano, il San Paolo riuscì a vincere il suo terzo titolo nazionale, battendo in finale il Bragantino di Carlos Alberto Parreira.

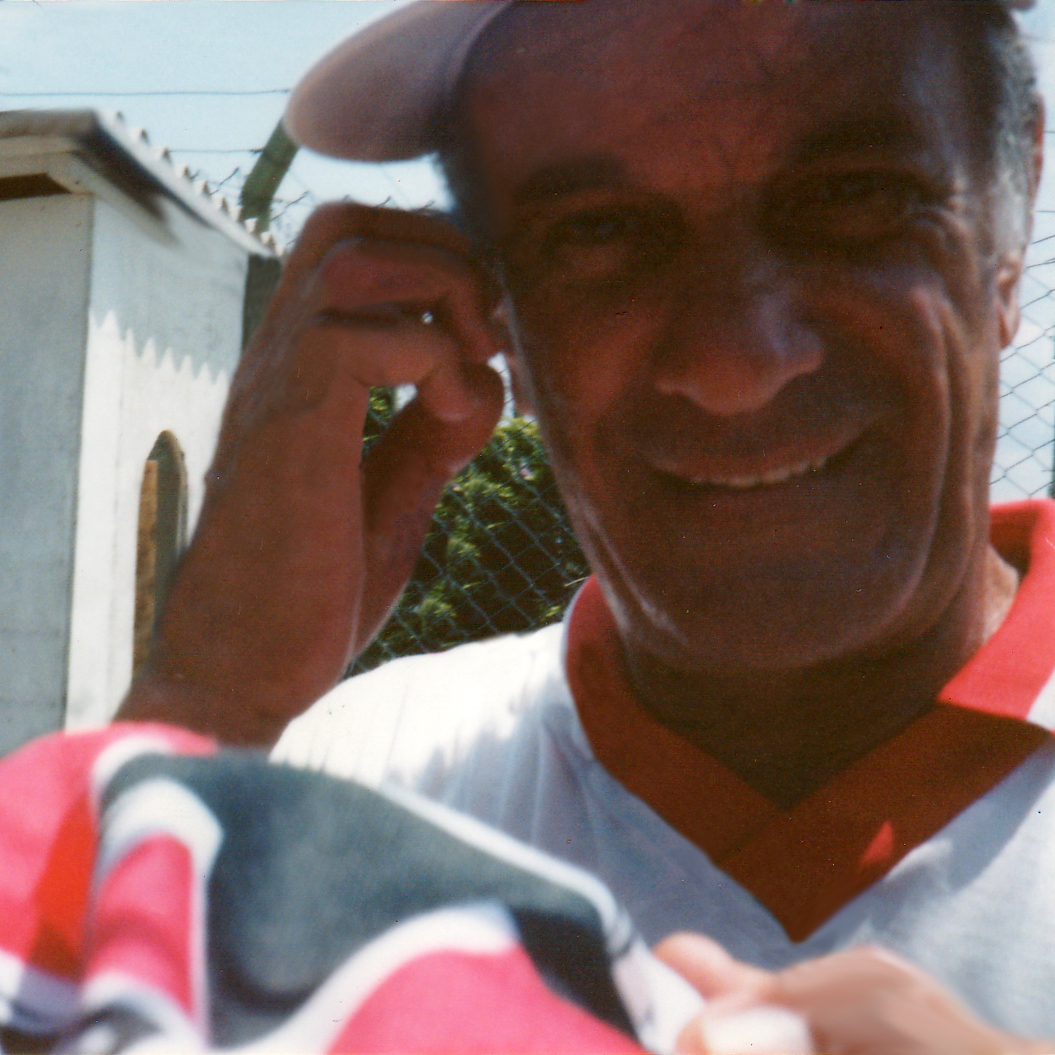
Telê Santana

L'anno dopo il San Paolo di Telê, guidato in campo da Zetti e Raí, si qualificò per la finale di Coppa Libertadores contro gli argentini del Newell's Old Boys. Nella gara d'andata, a Rosario, il Newell's Old Boys vinse 1-0. Al ritorno, però, il São Paulo batté i Leprosos 1-0 e vinse la coppa ai calci di rigore. Sempre nel 1992, a Tokyo, il club vinse la sua prima Coppa Intercontinentale, battendo il Dream Team di Cruyff, il Barcellona, per 2-1 e rimontando così l'1-0 blaugrana. Al ritorno in Brasile, il San Paolo batté il Palmeiras 2-1 conquistando il 18º campionato statale (dal 1930).
Nel 1993 il San Paolo conquistò di nuovo la Coppa Libertadores, sconfiggendo i cileni dell'Universidad Católica. Al termine del cammino in coppa, Raí lasciò la squadra. A dicembre i Tricolor vinsero di nuovo la Coppa Intercontinentale a Tokyo, con una vittoria per 3-2 sul Milan di Fabio Capello, che all'epoca dominava in Europa. Müller segnò il gol decisivo all'86', mentre le altre reti furono di Palhinha e di Toninho Cerezo per i brasiliani, e di Massaro e Papin per i milanisti.
Nel 1994 il club raggiunse di nuovo la finale di Coppa Libertadores, questa volta contro l'Vélez Sársfield, ma venne sconfitto dalla squadra argentina ai rigori al Morumbi. Al termine di quell'anno, il San Paolo vinse la Coppa CONMEBOL (l'equivalente dell'attuale Coppa Sudamericana o della Coppa UEFA europea) sconfiggendo in finale gli uruguagi del Peñarol, una delle più importanti squadre del Sudamerica.

### 1996-2004: il dopo-Telê

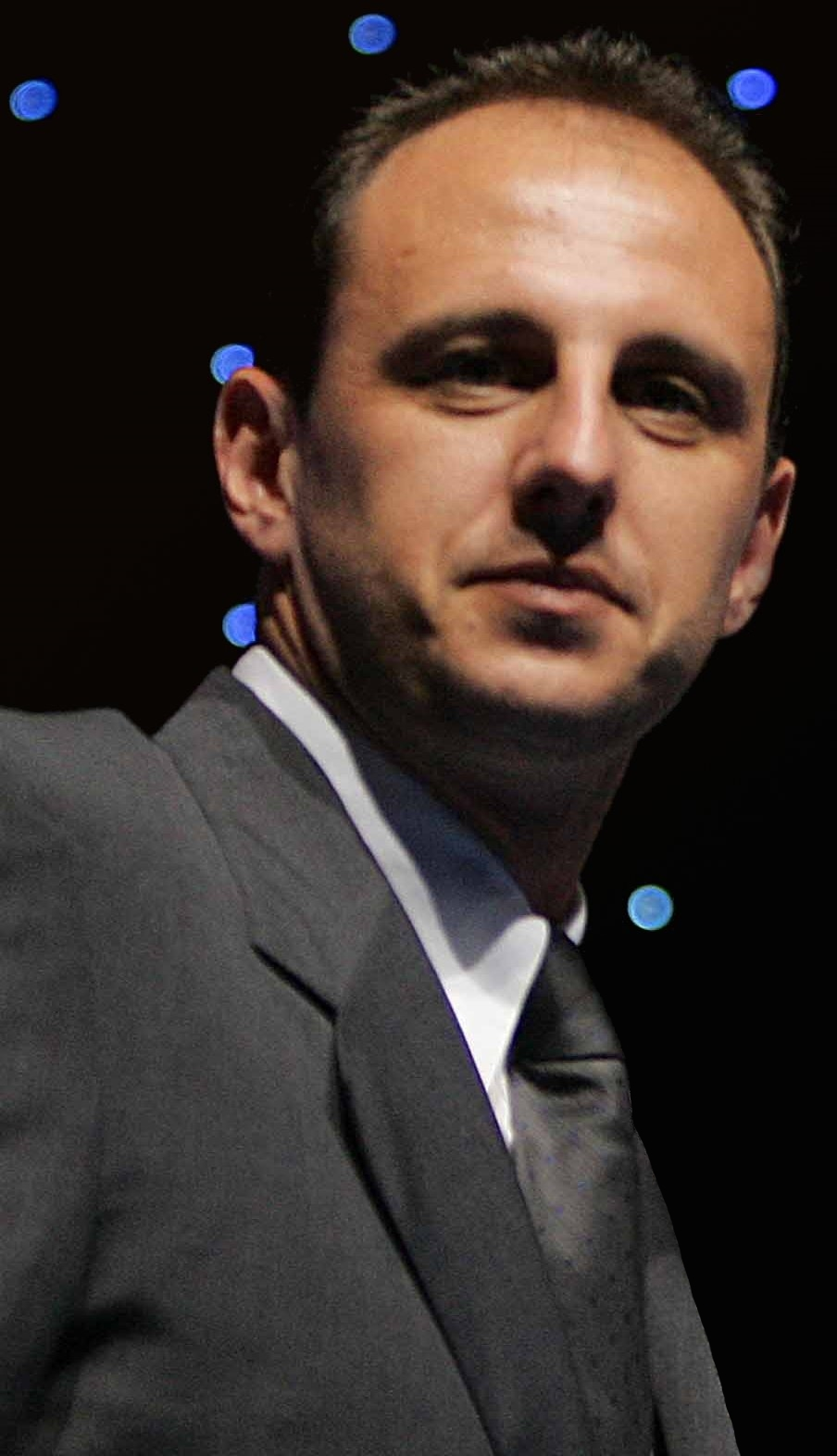
Rogério Ceni

All'inizio del 1996, a causa di motivi di salute, Telê Santana lasciò il San Paolo, chiudendo un periodo d'oro. Dopo di lui, tra il 1995 e il 2004 si susseguirono senza restare molto ben 14 allenatori diversi. Tra i principali titoli vinti in quei dieci anni ci sono il Campionato paulista del 2000 e la prima vittoria nel Torneo di Rio-San Paolo, nel 2001. Rogério Ceni, Luís Fabiano e Kaká erano le stelle di quelle squadre. L'idolo dei tricolor paulisti, Raí, tornò a giocare nella sua vecchia squadra tra il 1998 e il 2000: con lui, il club vinse due volte il Campionato paulista, nel 1998 e nel 2000, battendo rispettivamente Corinthians e Santos. Nel 2004 il San Paolo riuscì a qualificarsi per la Libertadores dieci anni dopo l'ultima finale con il Vélez. Quella squadra raggiunse le semifinali me venne eliminato a sorpresa dagli outsider dell'Once Caldas, colombiani. Comunque, Luís Fabiano fu capocannoniere della manifestazione con 8 gol. Al termine di quell'anno, dopo l'insoddisfacente cammino in Libertadores, venne messo sotto contratto come allenatore Émerson Leão.

### 2005: ancora campioni del mondo

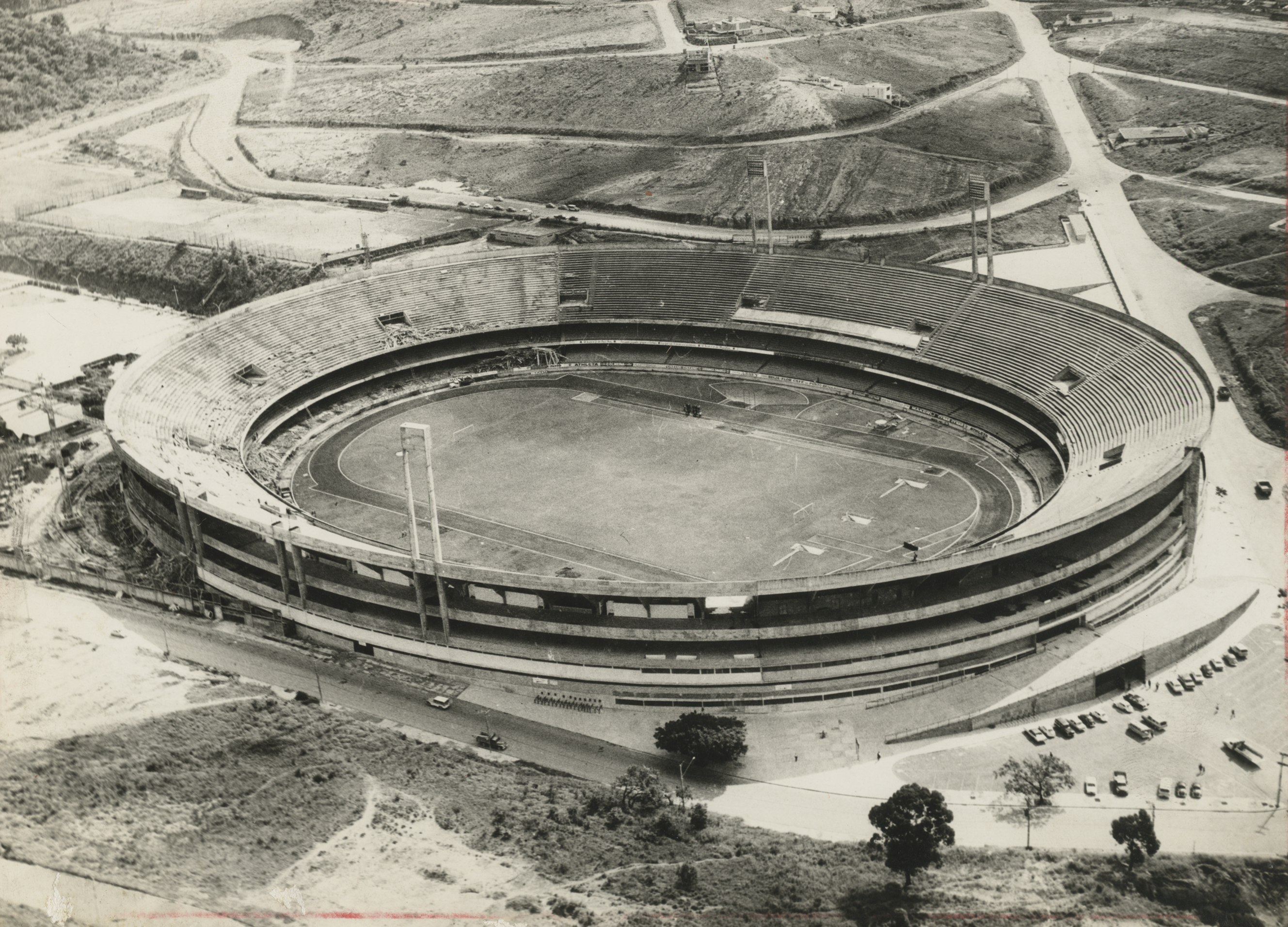
Veduta aerea dello stadio Morumbi, 1970

Nel 2005, con Leão come allenatore, il San Paolo vinse facilmente il Campionato paulista. Comunque presto Leão lasciò la squadra, che venne quindi affidata a Paulo Autuori, precedentemente CT del Perù. Il San Paolo vinse la Coppa Libertadores 2005 superando in finale un'altra squadra brasiliana, l'Atlético Paranaense. L'Atlético non aveva potuto giocare nel proprio stadio, la Kyocera Arena, in quanto tale impianto ha una capacità massima inferiore a quella minima consentita dalla CONMEBOL per le finali di Libertadores. L'andata, al Beira-Rio di Porto Alegre, terminò 1-1 con rete di Aloísio e autogol di Durval. Il ritorno, al Morumbi, venne invece stravinto dal San Paolo 4-0, con le realizzazioni di Amoroso, Fabão, Luizão e Tardelli. Quella squadra annoverava tra gli altri anche Cicinho, Rogério Ceni, Grafite, Souza, Mineiro e Diego Lugano. Il San Paolo divenne la prima squadra brasiliana a laurearsi Tricampeon, cioè a vincere per tre volte la Libertadores.
Nel dicembre 2005, il San Paolo prese parte al primo Mondiale per club in Giappone. Dopo aver battuto i sauditi dell'Al Ittihad per 3-2, i brasiliani fronteggiarono in finale gli inglesi del Liverpool. Un 1-0 fu sufficiente a dare ai paulisti il loro terzo titolo intercontinentale. Il gol venne segnato da Mineiro al 27' del primo tempo.

### Anni recenti
Dopo la quasi perfetta stagione 2005, il San Paolo andò incontro ad alcuni cambi. Paulo Autuori lasciò la squadra per andare ad allenare il Kashima Antlers. Venne messo sotto contratto Muricy Ramalho, l'allenatore che aveva portato l'Internacional al secondo posto nel campionato brasiliano 2005. Nel suo primo torneo Ramalho raggiunse il secondo posto nel Campionato paulista, dietro al Santos.
In quel periodo, il San Paolo cominciò il cammino in Libertadores, raggiungendo ancora una volta la finale, ancora contro una squadra brasiliana, stavolta l'Internacional. I paulisti persero la gara d'andata in casa per 1-2, pareggiando al ritorno al Beira-Rio 2-2: questi due risultati non furono sufficienti per portarsi a casa il quarto titolo.

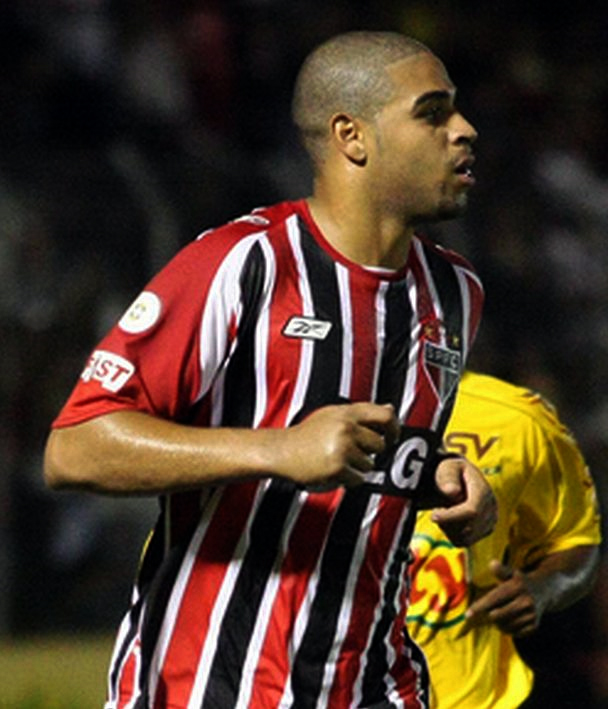
Adriano con la divisa são-paulina

Al termine della Coppa Libertadores la squadra si concentrò solo sul campionato nazionale. Al 12º turno presero la vetta della classifica, mantenendola in tutte le maniere fino al termine della stagione, potendo così festeggiare il quarto campionato brasiliano già al 36º turno (su un totale di 38), il 19 novembre 2006, dopo un 1-1 con l'Atlético Paranaense. Il San Paolo inoltre infranse alcuni record, per esempio portando a 28 le giornate consecutive in testa al campionato brasiliano (il record precedente era di 18). Inoltre, divennero la prima squadra a laurearsi campione in Brasile avendo contemporaneamente il maggior numero di vittorie, il miglior attacco e la miglior difesa del campionato.
Il 2007 non si aprì positivamente per i paulisti, che vennero eliminati dalla Coppa Libertadores già agli ottavi di finale, per mano dei futuri finalisti del Grêmio. A livello statale, raggiunsero solo le semifinali del campionato paulista, battuti al Morumbi per 1-4 dal São Caetano. Nel campionato brasiliano, invece, il club si impose per la seconda volta consecutiva. Riuscendovi per la quinta volta, il 31 ottobre 2007 il San Paolo diventò così la squadra brasiliana più titolata a livello nazionale. Il torneo venne dominato dai Tricolores, che chiusero con ben 15 punti di vantaggio sui rivali del Santos, e con soli 19 gol subiti in 38 incontri.
Nella stagione 2009 il San Paolo ha rischiato di vincere il quarto titolo consecutivo e il campionato si è deciso nelle ultime giornate: nella partita contro il Botafogo il San Paolo perde 3-2 nell'accesa sfida che vede 3 espulsioni per il Botafogo (2 nel finale) e una al San Paolo. Il gol vittoria arriva tra l'altro nei minuti finali e quindi il San Paolo lascia libera la strada al Flamengo che lo sorpassa all'ultima giornata di campionato, mentre l'Internacional lo raggiunge e ottiene il secondo posto grazie alla differenza reti (+6).
Nel 2019, viene ingaggiato il giocatore di fama internazionale Dani Alves e veste la maglia 10, tornando a giocare dopo molti anni nel campionato brasiliano.

## Colori e simboli

### Colori
Quando il Paulistano e il A.A.Palmeiras si fusero, i loro colori (rosso e bianco per il Paulistano e nero e bianco per il Palmeiras) vennero ereditati dal São Paulo. Non solo i colori sono gli stessi della bandiera dello stato di San Paolo, ma rappresentano anche le tre principali etnie che vivevano in Brasile in quel periodo: i nativi americani (rappresentati dal rosso), gli europei di etnia caucasica (il bianco) e gli africani (il nero).

### Divise di gioco
La divisa casalinga è formata da una maglia bianca con due strisce orizzontali a livello del petto, la superiore rossa e l'inferiore nera, con lo stemma al centro del petto. I pantaloncini e i calzettoni sono completamente bianchi.
L'uniforme per la trasferta è invece formata da una maglia rossa con strisce rosse, bianche e nere verticali (le strisce bianche sono più sottili delle altre e dividono quelle rosse da quelle nere), da pantaloncini e da calzettoni neri.

### Stemma
Lo stemma, disegnato da Walter Ostrich agli albori del San Paolo FC, è formato da un rettangolo e da un triangolo. Il rettangolo, nero, contiene le iniziali SPFC scritte in bianco. Sotto il rettangolo si trova un triangolo diviso in tre sezioni verticalmente, rispettivamente rossa, bianca e nera. Lo stemma inoltre presenta cinque stelle, due color oro e tre rosse. Quelle dorate sono un omaggio ai successi mondiali e olimpici di Adhemar Ferreira da Silva mentre quelle rosse rappresentano i titoli mondiali vinti dal San Paolo (1992, 1993 e 2005).

## Strutture

### Stadio

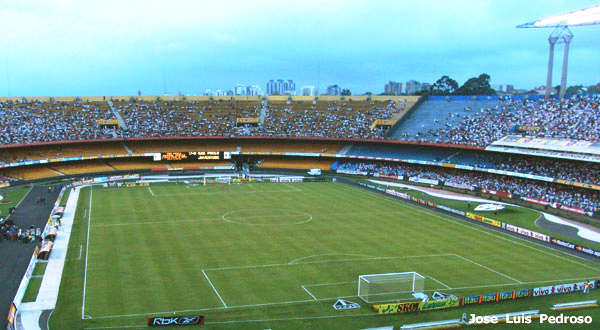
Il Morumbi.

Lo stadio del San Paolo è il Cícero Pompeu de Toledo, detto comunemente Morumbi: inaugurato nel 1960, può contenere al massimo 80.000 persone.
La società inoltre possiede due campi di allenamento. Uno è il Centro de Treinamento Frederico Antônio Germano Menzen, soprannominato Centro de Treinamento (CT) da Barra Funda, che viene usato soprattutto dalla prima squadra. L'altro è il Centro de Formação de Atletas Presidente Laudo Natel, detto Centro de Treinamento (CT) de Cotia, che viene utilizzato specialmente dalle squadre giovanili.

## Allenatori e presidenti

### Presidenti
- Edgard de Souza (1930)
- Manoel do Carmo Meca (1936)
- Frederico Menzen (1936 - 1938)
- Piragibe Nogueira (1938 - 1940)
- Paulo Machado de Carvalho (1940)
- João Tomaz Monteiro da Silva (1940)
- Décio Pacheco Pedroso (1941 - 1946)
- Roberto Gomes Pedroza (1946)
- Cícero Pompeu de Toledo (1947 - 1957)
- Laudo Natel (1957 - 1972)
- Henri Couri Aidar (1972 - 1978)
- Antônio Leme Nunes Galvão (1978 - 1982)
- José Douglas Dallora (1982 - 1984)
- Carlos Miguel Castex Aidar (1984 - 1988)
- Juvenal Juvêncio (1988 - 1990)
- José Eduardo Mesquita Pimenta (1990 - 1994)
- Fernando José Casal de Rey (1994 - 1998)
- José Augusto Bastos Neto (1998 - 2000)
- Paulo Amaral (2000 - 2002)
- Marcelo Figueiredo Portugal Gouvêa (2002 - 2006)
- Juvenal Juvêncio (dall'aprile 2006 - 2014)
- Carlos Miguel Aidar (2014 - 2015)
- Carlos Augusto de Barros e Silva - Leco (2015-2020)
- Julio Cesar Casares (2020 - in carica)

## Calciatori
Di seguito, la lista dei Grandes Idolos secondo il sito ufficiale del club.
- Adhemar
- Adriano
- Gustavo Albella
- Alfredo
- Bauer
- Bellini
- Benê
- Cafu
- Canhoteiro
- Careca
- Cicinho
- Chicão
- Dagoberto Pelentier
- De Sordi
- Dias
- Éder Jofre
- Edivaldo
- Paulo Roberto Falcão
- Pablo Forlán
- Friaça
- Arthur Friedenreich
- Hernanes
- Gérson
- Getúlio
- Gilmar
- Gino
- Gonçalo
- Jurandir

- King
- Kaká
- Leonardo
- Leônidas
- Lucas
- Lugano
- Luís Fabiano
- Luizinho
- Mário Sérgio
- Marinho Chagas
- Maurinho
- Mauro
- Mineiro
- Müller
- Nelsinho
- Noronha
- Oscar
- Paraná
- Pardal
- Pé de Valsa
- Pedro Rocha
- Darío Pereyra
- Piolin
- Pita

- José Poy
- Raí
- Remo
- Armando Renganeschi
- Ricardo Rocha
- Rogério Ceni
- Ronaldão
- Ruy
- Dino Sani
- Sastre
- Serginho
- Serginho Chulapa
- Sérgio
- Silas
- Teixeirinha
- Terto
- Toninho Cerezo
- Toninho Guerreiro
- Válber
- Valdir Peres
- Zé Teodoro
- Zé Sérgio
- Zetti
- Zizinho

Calciatori campioni del mondo
Di seguito l'elenco dei giocatori che hanno vinto il campionato mondiale di calcio durante il periodo di militanza nel São Paulo.
- Dino Sani (Svezia 1958)
- De Sordi (Svezia 1958)
- Mauro (Svezia 1958)
- Bellini (Cile 1962)
- Jurandir (Cile 1962)
- Gérson (Messico 1970)

- Zetti (Stati Uniti 1994)
- Cafu (Stati Uniti 1994)
- Leonardo (Stati Uniti 1994)
- Müller (Stati Uniti 1994)
- Belletti (Corea del Sud-Giappone 2002)
- Rogério Ceni (Corea del Sud-Giappone 2002)
- Kaká (Corea del Sud-Giappone 2002)

Campioni del Sudamerica
- Alex Silva (Venezuela 2007)
- Eugenio Mena (USA 2016)

Calciatori campioni olimpici di calcio
- Rodrigo Caio (Rio de Janeiro 2016)
- Dani Alves (Tokyo 2020)

## Palmarès

### Competizioni nazionali
- Campionato brasiliano: 6

1977, 1986, 1991, 2006, 2007, 2008
- Coppa del Brasile: 1

2023
- Supercoppa del Brasile: 1

2024

### Competizioni interstatali
- Torneo Rio-San Paolo: 1

2001

### Competizioni statali
- Campionato paulista: 22

1931, 1943, 1945, 1946, 1948, 1949, 1953, 1957, 1970, 1971, 1975, 1980, 1981, 1985, 1987, 1989, 1991, 1992, 1998, 2000, 2005, 2021
- Supercampeonato Paulista: 1 (record)

2002

### Competizioni internazionali
- Coppa del mondo per club: 1

2005
- Coppa Intercontinentale: 2  (record brasiliano a pari merito con il Santos)

1992, 1993
- Coppa Libertadores: 3  (record brasiliano a pari merito con Santos, Grêmio, Palmeiras e Flamengo)

1992, 1993, 2005
- Copa Sudamericana: 1  (record brasiliano a pari merito con Internacional, Chapecoense e Atletico Paranaense)

2012
- Coppa CONMEBOL: 1

1994
- Recopa Sudamericana: 2  (record brasiliano)

1993, 1994
- Supercoppa Sudamericana: 1

1993
- Coppa Master di Coppa CONMEBOL: 1 (record)

1996

### Competizioni giovanili
- Copa São Paulo de Futebol Júnior: 5

1993, 2000, 2010, 2019, 2025
- Coppa Libertadores Under-20: 1

2016
- Blue Stars/FIFA Youth Cup: 2

1999, 2000
- Torneo Internazionale Città di Gradisca - Trofeo Nereo Rocco: 1

1998

## Statistiche e record

### Statistiche individuali
Presenze e reti totali riportati nel sito ufficiale del club.
Dati aggiornati al 15 dicembre 2017.
| Presenze totali - 1237 - Rogério Ceni (1990-2015) - 617 - Valdir Peres (1973-1984) - 544 - De Sordi (1952-1965) - 527 - Roberto Dias (1960-1973) - 526 - Teixeirinha (1939-1956) - 525 - José Poy (1949-1961) - 512 - Nelsinho (1979-1991) - 500 - Terto (1968-1977) - 498 - Mauro (1948-1959) - 481 - Riberto (1956-1964) | Reti totali - 242 - Serginho Chulapa (1983-1993) - 233 - Gino Orlando (1952-1968) - 212 - Luís Fabiano* (2001-2004, 2011-2016) - 188 - Teixeirinha (1939-1956) - 182 - França (1996-2002) - 173 - Luisinho (1930-1934, 1941-1946) - 160 - Müller (1984-1987, 1991-1994) - 144 - Leônidas da Silva (1942-1951) - 136 - Maurinho (1952-1959) - 131 - Rogério Ceni (1990-2015) |

## Organico

### Rosa 2025
Rosa aggiornata al 16 agosto 2025.
| N. |                       | Ruolo | Calciatore       |
| -- | --------------------- | ----- | ---------------- |
| 2  | Brasile (bandiera)    | D     | Igor Vinícius    |
| 5  | Ecuador (bandiera)    | D     | Robert Arboleda  |
| 6  | Portogallo (bandiera) | D     | Cédric Soares    |
| 7  | Brasile (bandiera)    | C     | Lucas Moura      |
| 8  | Brasile (bandiera)    | C     | Oscar            |
| 9  | Argentina (bandiera)  | A     | Jonathan Calleri |
| 10 | Brasile (bandiera)    | A     | Luciano          |
| 11 | Brasile (bandiera)    | A     | Ferreirinha      |
| 12 | Brasile (bandiera)    | P     | Leandro          |
| 13 | Argentina (bandiera)  | D     | Enzo Díaz        |
| 15 | Brasile (bandiera)    | C     | Rodriguinho      |
| 16 | Brasile (bandiera)    | C     | Luiz Gustavo     |
| 17 | Brasile (bandiera)    | A     | André Silva      |
| 18 | Brasile (bandiera)    | D     | Wendell          |
| 20 | Brasile (bandiera)    | C     | Marcos Antônio   |
| 21 | Paraguay (bandiera)   | C     | Damián Bobadilla |
| 22 | Brasile (bandiera)    | D     | Ruan Tressoldi   |
| 23 | Brasile (bandiera)    | P     | Rafael           |
| 25 | Brasile (bandiera)    | C     | Alisson          |

| N. |                      | Ruolo | Calciatore       |
| -- | -------------------- | ----- | ---------------- |
| 26 | Brasile (bandiera)   | C     | Igor Liziero     |
| 28 | Argentina (bandiera) | D     | Alan Franco      |
| 29 | Brasile (bandiera)   | C     | Pablo Maia       |
| 32 | Venezuela (bandiera) | D     | Nahuel Ferraresi |
| 34 | Brasile (bandiera)   | D     | Igão             |
| 35 | Brasile (bandiera)   | D     | Sabino           |
| 36 | Brasile (bandiera)   | D     | Patryck          |
| 37 | Brasile (bandiera)   | A     | Henrique Carmo   |
| 43 | Brasile (bandiera)   | C     | Felipe Negrucci  |
| 44 | Brasile (bandiera)   | D     | Matheus Belém    |
| 45 | Brasile (bandiera)   | A     | Lucca            |
| 47 | Brasile (bandiera)   | A     | Matheus Alves    |
| 48 | Brasile (bandiera)   | C     | Lucas Ferreira   |
| 49 | Brasile (bandiera)   | A     | Ryan Francisco   |
| 50 | Brasile (bandiera)   | P     | Young            |
| 93 | Brasile (bandiera)   | P     | Jandrei          |
|    | Brasile (bandiera)   | C     | Luan Santos      |
|    | Italia (bandiera)    | D     | Rafael Toloi     |

### Staff tecnico
- Luis Zubeldía - Allenatore
- Marcos Vizolli - Allenatore in seconda
- Mílton Cruz - Allenatore in seconda
- Pedro Sotero - Allenatore in seconda
- José Mário Campeiz - Preparatore atletico
- Pedro Campos - Preparatore atletico
- Haroldo Lamounier - Preparatore dei portieri
- Otávio Ohl - Preparatore dei portieri
- Dr. Auro Rayel - Medico dello sport
- Dr. José Sanchez - Medico dello sport
- Giovanni D'Avino - Fisioterapista
- Alessandro Pereira - Fisioterapista
- Carlos Alberto Presinoti - Fisioterapista
- Cilmara Moretti - Fisioterapista
- Ricardo Sasaki - Fisioterapista
- Ailton Rodrigues - Massaggiatore
- Almir Lima - Magazziniere
- Marcelo Silva - Magazziniere
- Rogério Neves - Fisiatra